# Hildelita
A Hildelita német eredetű női név, jelentése: harc, küzdelem. Rokon neve: Hilda.

## Gyakorisága
Az 1990-es években nem volt anyakönyvezhető név, a 2000-es években nem szerepel a 100 leggyakoribb női név között.

## Névnapok
- április 30.[forrás?]
- augusztus 12.[forrás?]
- szeptember 3.[forrás?]

## Külső hivatkozások
- Az MTA Nyelvtudományi Intézete által anyakönyvi bejegyzésre alkalmasnak minősített utónevek jegyzéke